# Tierps församling
Tierps församling var en församling i Uppsala stift och i Tierps kommun i Uppsala län. Församlingen uppgick 2009 i Tierp-Söderfors församling.

## Administrativ historik
Församlingen har medeltida ursprung. Den 2 november 1699 utbröts Söderfors församling. 
Församlingen var till 1641 moderförsamling  i pastoratet Tierp och Älvkarleby för att därefter till 2009 utgöra ett eget pastorat. Församlingen uppgick 2009 i Tierp-Söderfors församling.
Före 1962 var församlingen en period delad av kommungräns och därför hade den två församlingskoder, 031700 för delen i Tierps landskommun och 036001 för delen i Tierps köping.

## Kyrkoherdar
| Ämbetstid | Namn                     | Levnadstid | Övrigt                                                         |
| --------- | ------------------------ | ---------- | -------------------------------------------------------------- |
|           | Benedictus               |            |                                                                |
| 1291      | Gerhardus                |            |                                                                |
|           | Nicolaus Sigvasti        |            |                                                                |
|           | Nicolaus Johannis        |            |                                                                |
|           | Johannes Caroli          |            |                                                                |
|           | Henricus Biscop          |            |                                                                |
| 1353      | Thomas Svenonis          |            |                                                                |
|           | Henricus Caroli          |            | Senare ärkebiskop i Uppsala stift.                             |
|           | Henricus Andreae         |            |                                                                |
|           | Johannes                 |            |                                                                |
|           | Vernerus Henrici         |            |                                                                |
|           | Johannes Pauli Darus     |            |                                                                |
| 1404-1413 | Petrus Jacobi            |            |                                                                |
| 1415      | Olaus Ingevaldi          |            |                                                                |
| 1457–1464 | Christopherus            | –1464      |                                                                |
| 1464      | Michaël                  |            |                                                                |
| 1478      | Olaus                    |            |                                                                |
| 1486      | Ericus Olai              | –1486      |                                                                |
|           | Matthias                 |            |                                                                |
|           | Olaus Nicolai            |            |                                                                |
|           | Laurentius               |            |                                                                |
|           | Martinus Praal           | –1514      |                                                                |
| 1547      | Magnus                   |            |                                                                |
| 1556      | Johannes                 |            |                                                                |
| 1577      | Christopherus Laurentii  |            |                                                                |
| 1593–1595 | Laurentius Olai          |            |                                                                |
| 1611–1644 | Georgius Erici Micrander | –1644      |                                                                |
| 1645–1652 | Johan Gammal             | –1652      |                                                                |
| 1654–1670 | Haquin Andreae Granaeus  | –1670      | Kontraktsprost                                                 |
| 1670–1693 | Johannes Iheringius      |            | Kontraktsprost.                                                |
| 1693–1694 | Sebastian Ihering        | –1694      |                                                                |
| 1694–1706 | Anders Tegenman          | –1706      |                                                                |
| 1706–1730 | Nils Wallerius           | 1668–1740  | Kontraktsprost. Senare amiralitetssuperintendent i Karlskrona. |
| 1731–1759 | Carl Johan Lohman        | 1694–1759  | Kontraktsprost.                                                |
| 1759–1772 | Eric Halenius            | 1709–1772  | Kontraktsprost.                                                |
| 1774–1788 | Lars Baelter             | 1704–1788  |                                                                |
| 1789–     | Eric Jonas Almquist      | 1729–1808  |                                                                |
| 1808–1829 | Carl Hägg                | 1753–1829  |                                                                |
| 1830–1841 | Jonas Arvid Winbom       | 1791–1841  |                                                                |
| 1842–1879 | Henrik Gerhard Lindgren  | 1801–1879  | Kontraktsprost.                                                |
| 1882      | Karl Oskar Roos          | 1819–1882  |                                                                |
| 1884–1892 | Ernst Johan Holmberg     | 1849–1906  |                                                                |
| 1892–     | Olof Vilhelm Strandell   | 1848–      |                                                                |

## Kyrkor
- Tierps kyrka